# Johann Sonnleitner (Germanist)
Johann Sonnleitner (* 1958 in Niederösterreich) ist ein österreichischer Germanist.

## Leben und Tätigkeiten
Johann Sonnleitner studierte Germanistik und Romanistik an der Universität Wien, wo er 1985 mit einer Dissertation zu Robert Hohlbaum promovierte. Daraufhin war er ab 1992 ebenda als Universitätsassistent am Lehrstuhl von Wendelin Schmidt-Dengler am Institut für Germanistik tätig. 2004 habilitierte er sich zum Außerordentlichen Universitätsprofessor.
Von 2007 bis 2013 war Sonnleitner Faculty Member des Doktoratskollegs Galizien des Fonds zur Förderung der wissenschaftlichen Forschung (FWF).

## Forschungsschwerpunkte
- Österreichische Literatur vom 18. bis zum 20. Jahrhundert
- Wiener Komödie (v. a. Philipp Hafner, Franz von Heufeld)
- Autorinnen der Zwischenkriegszeit (v. a. Maria Lazar, Marta Karlweis)[2]

## Editionsprojekte
Sonnleitner verantwortete zahlreiche Editionsprojekte und war als Herausgeber maßgeblich an der Wiederentdeckung von zuvor vergessenen Autorinnen der Zwischenkriegszeit beteiligt. Im Wiener Verlag Das vergessene Buch, der 2014 von Albert C. Eibl ins Leben gerufen wurde, wurden diese Autorinnen erstmals wieder einem breiten Publikum zugänglich gemacht. Zu seinen Herausgaben gehören:
- Hanswurstiaden. Ein Jahrhundert Wiener Komödie. Residenz, Salzburg 1996.
- Philipp Hafner: Komödien. Lehner, Wien 2001.
- Philipp Hafner: Burlesken und satirische Prosa. Mit Materialien zur Wiener Theaterdebatte. Lehner, Wien 2007.
- Franz von Heufeld: Lustspiele. Lehner, Wien 2014.
- Maria Lazar: Die Vergiftung. Roman. DVB, Wien 2014; 2. Auflage: 2020.
- Maria Lazar: Die Eingeborenen von Maria Blut. Roman. DVB, Wien 2015; 2. Auflage: 2020.
- Marta Karlweis: Ein österreichischer Don Juan. DVB, Wien 2015.
- Marta Karlweis: Schwindel. Geschichte einer Realität. Roman. DVB, Wien 2017; 2. Auflage: 2021.
- Marta Karlweis: Das Gastmahl auf Dubrowitza. Roman. DVB, Wien.
- Maria Lazar: Leben verboten! Ein Roman. DVB, Wien 2020.
- Marta Karlweis: Der Zauberlehrling. Novellen. DVB, Wien 2021.
- Werner Kofler: Kommentierte Werkausgabe. 3 Bände. Herausgegeben von Claudia Dürr, Johann Sonnleitner und Wolfgang Straub. Sonderzahl, Wien 2018.
- Ferdinand Raimund: Historisch-kritische Ausgabe. Bd. 3.: Moisasurs Zauberfluch / Der Alpenkönig und der Menschenfeind. Herausgegeben von Johann Sonnleitner und Fred Walla. Zsolnay, Wien 2021.

## Publikationen (Auswahl)
- Die Geschäfte des Herrn Robert Hohlbaum. Die Schriftstellerkarriere eines Österreichers in der Zwischenkriegszeit und im Dritten Reich. Böhlau, Wien 1989.
- als Hrsg. mit Wendelin Schmidt-Dengler und Klaus Zeyringer: Die einen raus – die anderen rein. Kanon und Literatur: Vorüberlegungen zu einer Literaturgeschichte Österreichs. Schmidt, Berlin 1994.
- als Hrsg. mit Wendelin Schmidt-Dengler 7ndKlaus Zeyringer: Literaturgeschichte: Österreich. Prolegomena und Fallstudien. Schmidt, Berlin 1995.
- Konflikte – Skandale – Dichterfehden in der österreichischen Literatur. Herausgegeben von Wendelin Schmidt-Dengler, Johann Sonnleitner, Klaus Zeyringer. Berlin: Schmidt 1995.
- als Hrsg. mit Wendelin Schmidt-Dengler und Klaus Zeyringer: Komik in der österreichischen Literatur. Schmidt, Berlin 1996.
- als Hrsg. mit Françoise Rétif: Elfriede Jelinek. Sprache, Herrschaft und Geschlecht.  Königshausen & Neumann, Würzburg 2008.
- als Hrsg. mit Vera Faber und Dmytro Horbachov: Österreichische und ukrainische Literatur und Kunst. Kontakte und Kontexte in Moderne und Avantgarde. Lang, Frankfurt am Main u. a. 2016.